# Laver Cup
La Laver Cup, nommé Coupe Laver  au Canada, est une compétition annuelle de tennis masculin organisée par Team 8 sous l'impulsion de Roger Federer. Son nom fait référence à Rod Laver.
Les éditions se déroulent alternativement en Europe et dans le reste du monde (pour le moment, toujours en Amérique du Nord).

## Historique
La première édition se déroula du 22 au 24 septembre 2017 à l'O2 Arena de Prague ; la deuxième se tint du 21 au 23 septembre 2018 à l'United Center de Chicago et l'édition 2019 eut lieu du 20 au 22 septembre au Palexpo de Genève. En 2020, la rencontre prévue à Boston est annulée en raison de la pandémie de Covid-19, et reportée du 24 au 26 septembre 2021.
Roger Federer joue son dernier match officiel lors de l'édition 2022, en double avec Rafael Nadal.

## Compétition
La Laver Cup est un affrontement entre l'Europe et le reste du monde (une sorte de Ryder Cup du tennis). Pour les cinq premières éditions, Björn Borg est capitaine de l'équipe européenne et John McEnroe celui de l'équipe du reste du monde. Chaque équipe est composée de six joueurs, dont deux choisis par le capitaine, les quatre autres joueurs se qualifient par leur classement ATP.
Le programme de chaque journée se compose de trois matchs en simple et d'un en double. Les matchs du premier jour valent 1 point, ceux du second jour 2 points et ceux du troisième jour 3 points. Les matchs se déroulent en 2 sets avec, éventuellement, un long jeu décisif de 10 points en cas d'égalité. La première équipe qui remporte 13 points, sur les 24 possibles, est déclarée vainqueur. En cas d'égalité à 12-12 après les 12 matchs, un match de double décisif en un set est joué pour départager les équipes.
Chaque joueur doit jouer au moins un match de simple durant les 2 premiers jours et un joueur ne peut jouer plus de 2 fois, en simple, durant les 3 jours. Pour les matchs de double, au moins 4 joueurs par équipe doivent jouer et une paire ne peut être sélectionnée qu'une seule fois (sauf en cas de 12-12).

## Palmarès
| Année | Lieu                                                 | Surface                                              | Vainqueurs                                           | Score                                                | Vaincus                                              | Capitaines                                           |
| ----- | ---------------------------------------------------- | ---------------------------------------------------- | ---------------------------------------------------- | ---------------------------------------------------- | ---------------------------------------------------- | ---------------------------------------------------- |
| 2017  | O2 Arena Prague, République tchèque                  | Dur (int.)                                           | Europe                                               | 15 – 9                                               | Monde                                                | Björn Borg John McEnroe                              |
| 2018  | United Center Chicago, États-Unis                    | Dur (int.)                                           | Europe                                               | 13 – 8                                               | Monde                                                | Björn Borg John McEnroe                              |
| 2019  | Palexpo Genève, Suisse                               | Dur (int.)                                           | Europe                                               | 13 – 11                                              | Monde                                                | Björn Borg John McEnroe                              |
| 2020  | Édition annulée en raison de la pandémie de Covid-19 | Édition annulée en raison de la pandémie de Covid-19 | Édition annulée en raison de la pandémie de Covid-19 | Édition annulée en raison de la pandémie de Covid-19 | Édition annulée en raison de la pandémie de Covid-19 | Édition annulée en raison de la pandémie de Covid-19 |
| 2021  | TD Garden Boston, États-Unis                         | Dur (int.)                                           | Europe                                               | 14 – 1                                               | Monde                                                | Björn Borg John McEnroe                              |
| 2022  | O2 Arena Londres, Royaume-Uni                        | Dur (int.)                                           | Monde                                                | 13 – 8                                               | Europe                                               | Björn Borg John McEnroe                              |
| 2023  | Rogers Arena Vancouver, Canada                       | Dur (int.)                                           | Monde                                                | 13 – 2                                               | Europe                                               | Björn Borg John McEnroe                              |
| 2024  | Uber Arena Berlin, Allemagne                         | Dur (int.)                                           | Europe                                               | 13 – 11                                              | Monde                                                | Björn Borg John McEnroe                              |
| 2025  | Chase Center San Francisco, États-Unis               | Dur (int.)                                           |                                                      | –                                                    |                                                      | Yannick Noah André Agassi                            |

## Statistiques

### Nombre de titres
| Équipe | Titres | Années des titres            |
| ------ | ------ | ---------------------------- |
| Europe | 5      | 2017, 2018, 2019, 2021, 2024 |
| Monde  | 2      | 2022, 2023                   |

### Statistiques des joueurs
| Joueur                | Part. | Matchs | Victoires | Victoires | Victoires | Défaites | Défaites  | Défaites  |
| Joueur                | Part. | Matchs | V. Total  | V. Simple | V. Double | D. Total | D. Simple | D. Double |
| --------------------- | ----- | ------ | --------- | --------- | --------- | -------- | --------- | --------- |
| Roger Federer         | 4     | 12     | 8         | 6         | 2         | 4        | 0         | 4         |
| Rafael Nadal          | 3     | 7      | 3         | 2         | 1         | 4        | 1         | 3         |
| Alexander Zverev      | 4     | 11     | 8         | 6         | 2         | 3        | 1         | 2         |
| John Isner            | 4     | 12     | 6         | 2         | 4         | 6        | 5         | 1         |
| Nick Kyrgios          | 4     | 9      | 4         | 1         | 3         | 5        | 4         | 1         |
| Casper Ruud           | 2     | 3      | 3         | 3         | 0         | 0        | 0         | 0         |
| Marin Čilić           | 1     | 2      | 1         | 1         | 0         | 1        | 0         | 1         |
| Jack Sock             | 4     | 16     | 10        | 1         | 9         | 6        | 3         | 3         |
| Dominic Thiem         | 2     | 3      | 2         | 2         | 0         | 1        | 1         | 0         |
| Kyle Edmund           | 1     | 1      | 1         | 1         | 0         | 0        | 0         | 0         |
| Tomáš Berdych         | 1     | 3      | 0         | 0         | 0         | 3        | 1         | 2         |
| Sam Querrey           | 1     | 3      | 0         | 0         | 0         | 3        | 2         | 1         |
| Denis Shapovalov      | 3     | 6      | 1         | 0         | 1         | 5        | 3         | 2         |
| Frances Tiafoe        | 2     | 5      | 2         | 1         | 1         | 3        | 3         | 0         |
| Novak Djokovic        | 2     | 5      | 2         | 1         | 1         | 3        | 1         | 2         |
| Fabio Fognini         | 1     | 1      | 0         | 0         | 0         | 1        | 1         | 0         |
| David Goffin          | 1     | 2      | 1         | 1         | 0         | 1        | 0         | 1         |
| Grigor Dimitrov       | 1     | 2      | 1         | 1         | 0         | 1        | 0         | 1         |
| Stéfanos Tsitsipás    | 3     | 7      | 4         | 3         | 1         | 3        | 1         | 2         |
| Andy Murray           | 1     | 2      | 0         | 0         | 0         | 2        | 1         | 1         |
| Matteo Berrettini     | 2     | 5      | 3         | 2         | 1         | 2        | 0         | 2         |
| Cameron Norrie        | 1     | 1      | 0         | 0         | 0         | 1        | 1         | 0         |
| Taylor Fritz          | 2     | 3      | 2         | 2         | 0         | 1        | 1         | 0         |
| Diego Schwartzman     | 3     | 3      | 0         | 0         | 0         | 3        | 3         | 0         |
| Andrey Rublev         | 1     | 3      | 3         | 2         | 1         | 0        | 0         | 0         |
| Alex de Minaur        | 1     | 2      | 1         | 1         | 0         | 1        | 0         | 1         |
| Félix Auger-Aliassime | 2     | 4      | 2         | 1         | 1         | 2        | 2         | 0         |
| Reilly Opelka         | 1     | 2      | 0         | 0         | 0         | 2        | 1         | 1         |
| Daniil Medvedev       | 1     | 1      | 1         | 1         | 0         | 0        | 0         | 0         |